# Kalindri
Kalindri és un riu de Bihar, distributari del Kusi, al districte de Purnia. Corre en direcció sud-est, passa per Hiatpur i s'uneix al Mahananda a Maldah a 25° 02′ 30″ N, 88° 10′ 15″ E / 25.04167°N,88.17083°E. No rep cap tributari rellevant. El seu llit és fondo però no gaire ample. Abans d'unir-se per una derivació al Ganges a Hiatpur corre dividit en dues branques, el Kalindri Superior i el Kalindri Inferior.